# Hungry
Hungry es un sencillo de la banda de glam metal, Winger, de su álbum homónimo. Lanzado como sencillo en 1988, la canción llegó al número 85 en los Estados Unidos. El lado B fue "Go To Hell", tomado del mismo álbum.

## Video musical
El video musical de la canción fue dirigido por Wayne Isham, y Beau Hill que ha dirigido otros videos de la banda,Se lanzó un video musical que trataba de un hombre que cayó en una depresión después de que su nueva esposa muere en un accidente automovilístico. Al comienzo del video musical, antes de que el auto se estrelle, la canción "Headed for a Heartbreak" se puede escuchar en la radio.